# Прапор Банськобистрицького краю

Прапор Банськобистрицького краю (співвідношення 2:3)

Прапор Банськобистрицького краю, регіону Словаччини, як і чотири з семи інших словацьких регіональних прапорів, складається з чотирьох кольорових частин, причому дві ліві квадратні, а дві праві вдвічі ширші за ліві, прямокутні. Кольори прапора Баньськобистрицького краю : синій (верхній ліворуч), білий (верхній праворуч і нижній ліворуч) і червоний (нижній праворуч). Ці кольори є домінуючими на гербі області, тому вони включені до прапора. Прапор був прийнятий 29 квітня 2002 року.